# Let’s Dance/Staffel 4
Die vierte Staffel der Live-Tanzshow Let’s Dance lief zwischen dem 23. März und 18. Mai 2011 mit den Moderatoren Daniel Hartwich und Sylvie van der Vaart, die im Jahr zuvor als Kandidatin den zweiten Rang belegt hatte.

## Die Show
Der Sendetermin des Formats wurde von Freitag- auf Mittwochabend verlegt. In den ersten beiden Wochen wurde die Entscheidung etwa eine Stunde nach der Show während einer Unterbrechung des Magazins stern TV gesendet, ab dem 6. April zeigte man diese jedoch direkt im Anschluss an die Tanzdarbietungen.
In der sechsten Livesendung wurde zusätzlich zu den Einzeltänzen ein sogenannter Discofox-Marathon durchgeführt, bei dem alle fünf verbliebenen Paare während eines vierminütigen Medleys gleichzeitig zu einem Wettstreit antraten. In regelmäßigen Abständen wurde jeweils das schwächste Paar von der Tanzfläche geholt. Dadurch konnten die Kandidaten mit ihren Tanzpartnern zwischen zwei und zehn zusätzliche Punkte erreichen, die auf die vorige Leistung aufaddiert wurden.
Bernd Herzsprung pausierte nach dem Tod seiner Mutter in der dritten Sendung, während Kristina Bach den Wettbewerb auf Anraten ihres Arztes ganz verließ, nachdem sie sich während der Proben zur fünften Show einen Bandscheibenvorfall zugezogen hatte. Die in der vierten Show ausgeschiedene Liliana Matthäus rückte für Bach nach.

## Kandidaten
| Platz | Kandidat         | Profitänzer         |
| ----- | ---------------- | ------------------- |
| 01    | Maite Kelly      | Christian Polanc    |
| 02    | Moritz A. Sachs  | Melissa Ortiz-Gomez |
| 03    | Thomas Karaoglan | Sarah Latton        |
| 04    | Liliana Matthäus | Massimo Sinató      |
| 05    | Jörn Schlönvoigt | Helena Kaschurow    |
| 06    | Bernd Herzsprung | Nina Uszkureit      |
| 07    | Kristina Bach    | Erich Klann         |
| 08    | Andrea Sawatzki  | Stefano Terrazzino  |
| 09    | Tim Lobinger     | Isabel Edvardsson   |
| 10    | Regina Halmich   | Sergiy Plyuta       |

## Tänze
| Show                       | Datum          | Tänze in der Show |
| -------------------------- | -------------- | --- |
| 1. Show                    | 23. März 2011  | Cha-Cha-Cha oder Langsamer Walzer                                                                                                |
| 2. Show                    | 30. März 2011  | Rumba oder Quickstepp |
| 3. Show                    | 06. April 2011 | Jive oder Tango |
| 4. Show                    | 13. April 2011 | Salsa oder Wiener Walzer |
| 5. Show                    | 20. April 2011 | Samba oder Paso Doble (jeweils mit Solo-Part des prominenten Kandidaten)                                                         |
| 6. Show                    | 27. April 2011 | Einer der noch nicht gezeigten Tänze (Salsa, Rumba, Quickstepp, Cha-Cha-Cha, Samba) sowie ein Discofox-Marathon aller fünf Paare |
| 7. Show                    | 04. Mai 2011   | Zwei der noch nicht gezeigten Tänze (Jive, Tango, Rumba, Cha-Cha-Cha, Wiener Walzer, Paso Doble)                                 |
| 8. Show – Halbfinale       | 11. Mai 2011   | Zwei der noch nicht gezeigten Tänze (Samba, Tango, Salsa, Langsamer Walzer)                                                      |
| 9. Show – Das große Finale | 18. Mai 2011   | Jurytanz, Lieblingstanz sowie ein Freestyle                                                                                      |

## Ergebnisse
| Paar                                  | Platz | Letzter Tanz                      | 1  | 2  | 3   | 4  | 5    | 6 3   | 7        | 8        | 9            | ø je Tanz |
| ------------------------------------- | ----- | --------------------------------- | -- | -- | --- | -- | ---- | ----- | -------- | -------- | ------------ | --------- |
| Maite Kelly & Christian Polanc        | 1     | Quickstepp, Paso Doble, Freestyle | 25 | 27 | 30  | 25 | 34   | 29+6  | 67 32+35 | 70 36+34 | 113 35+39+39 | 32,31     |
| Moritz A. Sachs & Melissa Ortiz-Gomez | 2     | Samba, Wiener Walzer, Freestyle   | 22 | 24 | 23  | 25 | 26   | 25+4  | 54 26+28 | 71 35+36 | 112 36+38+38 | 29,38     |
| Thomas Karaoglan & Sarah Latton       | 3     | Samba, Langsamer Walzer           | 13 | 11 | 22  | 20 | 18   | 19+10 | 42 23+19 | 50 26+24 |              | 19,50     |
| Liliana Matthäus & Massimo Sinató     | 4     | Jive, Wiener Walzer               | 20 | 26 | 23  | 23 | 26 2 | 30+8  | 55 24+31 |          |              | 25,38     |
| Jörn Schlönvoigt & Helena Kaschurow   | 5     | Rumba, Discofox                   | 18 | 19 | 21  | 23 | 18   | 15+ 2 |          |          |              | 19,00     |
| Bernd Herzsprung & Nina Uszkureit     | 6     | Samba                             | 19 | 24 | – 1 | 28 | 25   |       |          |          |              | 24,00     |
| Kristina Bach & Erich Klann           | 7     | Salsa                             | 14 | 16 | 17  | 11 | –    |       |          |          |              | 14,50     |
| Andrea Sawatzki & Stefano Terrazzino  | 8     | Jive                              | 19 | 22 | 20  |    |      |       |          |          |              | 20,33     |
| Tim Lobinger & Isabel Edvardsson      | 9     | Rumba                             | 18 | 15 |     |    |      |       |          |          |              | 16,50     |
| Regina Halmich & Sergiy Plyuta        | 10    | Langsamer Walzer                  | 17 |    |     |    |      |       |          |          |              | 17,00     |

Grüne Zahlen: höchste erreichte Jury-Punktzahl der Show
Rote Zahlen: niedrigste erreichte Jury-Punktzahl der Show
Nach Jury- und Zuschauervoting Letztplatzierte
Weitergekommen ohne Präsentation eines Tanzes
Freiwillige Aufgabe
* Punkte in Normalgröße: Wertungen in Standardtänzen oder vergleichbaren Tänzen (bilden Durchschnittswert)
* Punkte in Kleinschrift in oberer Zeile: Wertungen für Sondertänze
* Punkte in Kleinschrift in unterer Zeile: Zusammensetzung der Gesamtwertung bei zwei oder mehr Standardtänzen
1 Bernd Herzsprung trat wegen eines Trauerfalls in der Familie am 6. April nicht an.
2 Liliana Matthäus rückte am 20. April für die verletzte Kristina Bach nach.
3 Das Endergebnis setzt sich aus der Wertung für einen Paartanz und zusätzlichen 2–10 Punkten für den Discofox-Marathon zusammen.

## Einzelne Tanzwochen
| Tanzpaar                              | Tanz             | Musik                                                               |
| ------------------------------------- | ---------------- | ------------------------------------------------------------------- |
| Jörn Schlönvoigt & Helena Kaschurow   | Cha-Cha-Cha      | Taio Cruz – Break Your Heart                                        |
| Andrea Sawatzki & Stefano Terrazzino  | Langsamer Walzer | Elvis Costello – She                                                |
| Tim Lobinger & Isabel Edvardsson      | Langsamer Walzer | Israel Kamakawiwoʻole – Over the Rainbow                            |
| Moritz A. Sachs & Melissa Ortiz-Gomez | Langsamer Walzer | Elvis Presley – Are You Lonesome Tonight?                           |
| Kristina Bach & Erich Klann           | Cha-Cha-Cha      | Marianne Rosenberg – Er gehört zu mir                               |
| Bernd Herzsprung & Nina Uszkureit     | Langsamer Walzer | Elton John & George Michael – Don’t Let the Sun Go Down on Me       |
| Maite Kelly & Christian Polanc        | Cha-Cha-Cha      | Kylie Minogue – I Should Be So Lucky                                |
| Regina Halmich & Sergiy Plyuta        | Langsamer Walzer | Vangelis – Conquest of Paradise                                     |
| Liliana Matthäus & Massimo Sinató     | Langsamer Walzer | Westlife – You Raise Me Up                                          |
| Thomas Karaoglan & Sarah Latton       | Cha-Cha-Cha      | Frauenarzt & Manny Marc – Das geht ab! (Wir feiern die ganze Nacht) |

| Tanzpaar                              | Tanz       | Musik                                     |
| ------------------------------------- | ---------- | ----------------------------------------- |
| Tim Lobinger & Isabel Edvardsson      | Rumba      | Marvin Gaye – Sexual Healing              |
| Jörn Schlönvoigt & Helena Kaschurow   | Quickstepp | James Blunt – Stay the Night              |
| Moritz A. Sachs & Melissa Ortiz-Gomez | Rumba      | Berlin – Take My Breath Away              |
| Bernd Herzsprung & Nina Uszkureit     | Rumba      | Tina Turner – GoldenEye                   |
| Thomas Karaoglan & Sarah Latton       | Quickstepp | Herbert Grönemeyer – Männer               |
| Liliana Matthäus & Massimo Sinató     | Rumba      | Bruno Mars – Just the Way You Are         |
| Kristina Bach & Erich Klann           | Quickstepp | Vaya Con Dios – Nah Neh Nah               |
| Andrea Sawatzki & Stefano Terrazzino  | Rumba      | Cyndi Lauper – True Colors                |
| Maite Kelly & Christian Polanc        | Quickstepp | The Puppini Sisters – Bei Mir Bistu Shein |

| Tanzpaar                              | Tanz  | Musik                                              |
| ------------------------------------- | ----- | -------------------------------------------------- |
| Jörn Schlönvoigt & Helena Kaschurow   | Jive  | Metro Station – Shake It                           |
| Kristina Bach & Erich Klann           | Tango | ABBA – Gimme! Gimme! Gimme! (A Man After Midnight) |
| Andrea Sawatzki & Stefano Terrazzino  | Jive  | Juli – Elektrisches Gefühl                         |
| Liliana Matthäus & Massimo Sinató     | Tango | Carlos Gardel – Por una cabeza                     |
| Moritz A. Sachs & Melissa Ortiz-Gomez | Jive  | Elton John – I’m Still Standing                    |
| Thomas Karaoglan & Sarah Latton       | Tango | Salt-n-Pepa – Push It                              |
| Maite Kelly & Christian Polanc        | Jive  | Trude Herr – Ich will keine Schokolade             |

| Tanzpaar                              | Tanz          | Musik                                                 |
| ------------------------------------- | ------------- | ----------------------------------------------------- |
| Jörn Schlönvoigt & Helena Kaschurow   | Salsa         | 2raumwohnung – 36 Grad                                |
| Moritz A. Sachs & Melissa Ortiz-Gomez | Wiener Walzer | Sam Brown – Stop!                                     |
| Liliana Matthäus & Massimo Sinató     | Salsa         | Dean Martin – Mambo Italiano                          |
| Bernd Herzsprung & Nina Uszkureit     | Wiener Walzer | The Righteous Brothers – Unchained Melody             |
| Kristina Bach & Erich Klann           | Salsa         | Gibson Brothers – Que sera mi vida (If You Should Go) |
| Maite Kelly & Christian Polanc        | Wiener Walzer | Ella Endlich – Küss mich, halt mich, lieb mich        |
| Thomas Karaoglan & Sarah Latton       | Wiener Walzer | Blue – Breathe Easy                                   |

| Tanzpaar                              | Tanz       | Musik                                                 |
| ------------------------------------- | ---------- | ----------------------------------------------------- |
| Moritz A. Sachs & Melissa Ortiz-Gomez | Samba      | KC and the Sunshine Band – That’s the Way (I Like It) |
| Jörn Schlönvoigt & Helena Kaschurow   | Paso Doble | Evanescence feat. Paul McCoy – Bring Me to Life       |
| Bernd Herzsprung & Nina Uszkureit     | Samba      | Ary Barroso – Aquarela do Brasil                      |
| Thomas Karaoglan & Sarah Latton       | Paso Doble | Monty Norman – James Bond Theme                       |
| Maite Kelly & Christian Polanc        | Paso Doble | Georges Bizet – Habanera                              |
| Liliana Matthäus & Massimo Sinató     | Paso Doble | Hurts – Wonderful Life                                |

| Tanzpaar                              | Tanz        | Musik |
| ------------------------------------- | ----------- | --- |
| Thomas Karaoglan & Sarah Latton       | Salsa       | Culcha Candela – Monsta |
| Jörn Schlönvoigt & Helena Kaschurow   | Rumba       | Robbie Williams – Feel |
| Moritz A. Sachs & Melissa Ortiz-Gomez | Quickstepp  | Terry Gilkyson – Probier’s mal mit Gemütlichkeit |
| Liliana Matthäus & Massimo Sinató     | Cha-Cha-Cha | Katy Perry – California Gurls |
| Maite Kelly & Christian Polanc        | Samba       | Kate Yanai – Bacardi Feeling (Summer Dreamin’) |
|                                       |             | |
| alle Paare                            | Discofox    | Medley: Donna Summer – On the Radio • David Hasselhoff – Looking for Freedom • Dr. Alban – Sing Hallelujah • Alcazar – Crying at the Discoteque • Ke$ha – TiK ToK |

| Tanzpaar                              | Tanz          | Musik                                          |
| ------------------------------------- | ------------- | ---------------------------------------------- |
| Liliana Matthäus & Massimo Sinató     | Jive          | Christina Aguilera – Candyman                  |
| Liliana Matthäus & Massimo Sinató     | Wiener Walzer | Eros Ramazzotti – Se bastasse una canzone      |
| Maite Kelly & Christian Polanc        | Tango         | Karl Jenkins – Palladio                        |
| Maite Kelly & Christian Polanc        | Rumba         | The Bangles – Eternal Flame                    |
| Thomas Karaoglan & Sarah Latton       | Rumba         | Richard Sanderson – Reality                    |
| Thomas Karaoglan & Sarah Latton       | Jive          | Peter Schilling – Major Tom (völlig losgelöst) |
| Moritz A. Sachs & Melissa Ortiz-Gomez | Cha-Cha-Cha   | Dan Hartman – Relight My Fire                  |
| Moritz A. Sachs & Melissa Ortiz-Gomez | Paso Doble    | Europe – The Final Countdown                   |

| Tanzpaar                              | Tanz             | Musik                                   |
| ------------------------------------- | ---------------- | --------------------------------------- |
| Thomas Karaoglan & Sarah Latton       | Samba            | Bee Gees – Stayin’ Alive                |
| Thomas Karaoglan & Sarah Latton       | Langsamer Walzer | Timbaland pres. OneRepublic – Apologize |
| Moritz A. Sachs & Melissa Ortiz-Gomez | Tango            | Xavier Cugat – Jalousie                 |
| Moritz A. Sachs & Melissa Ortiz-Gomez | Salsa            | Gipsy Kings – Baila me                  |
| Maite Kelly & Christian Polanc        | Salsa            | Ricky Martin – María                    |
| Maite Kelly & Christian Polanc        | Langsamer Walzer | Debby Boone – You Light Up My Life      |

| Tanzpaar                              | Tanz          | Musik |
| ------------------------------------- | ------------- | --- |
| Moritz A. Sachs & Melissa Ortiz-Gomez | Samba         | KC and the Sunshine Band – That’s the Way (I Like It) |
| Moritz A. Sachs & Melissa Ortiz-Gomez | Wiener Walzer | Sam Brown – Stop! |
| Moritz A. Sachs & Melissa Ortiz-Gomez | Freestyle     | Medley aus Queen-Songs |
| Maite Kelly & Christian Polanc        | Quickstepp    | The Puppini Sisters – Bei Mir Bistu Shein |
| Maite Kelly & Christian Polanc        | Paso Doble    | Georges Bizet – Habanera |
| Maite Kelly & Christian Polanc        | Freestyle     | Medley aus Moulin Rouge: Christina Aguilera, Lil’ Kim, Missy Elliott, Mýa & P!nk – Lady Marmalade • José Feliciano, Ewan McGregor & Jacek Koman – El Tango De Roxanne • McGregor & Alessandro Safina – Your Song |

## Tanztabelle
| Paar              | Show 1           | Show 2     | Show 3 | Show 4        | Show 5     | Show 6      | Show 6            | Show 7      | Show 7        | Show 8 | Show 8           | Show 9      | Show 9        | Show 9      |
| ----------------- | ---------------- | ---------- | ------ | ------------- | ---------- | ----------- | ----------------- | ----------- | ------------- | ------ | ---------------- | ----------- | ------------- | ----------- |
| Maite & Christian | Cha-Cha-Cha      | Quickstepp | Jive   | Wiener Walzer | Paso Doble | Samba       | Discofox-Marathon | Tango       | Rumba         | Salsa  | Langsamer Walzer | Quickstepp  | Paso Doble    | Freestyle   |
| Moritz & Melissa  | Langsamer Walzer | Rumba      | Jive   | Wiener Walzer | Samba      | Quickstepp  | Discofox-Marathon | Cha-Cha-Cha | Paso Doble    | Tango  | Salsa            | Samba       | Wiener Walzer | Freestyle   |
| Thomas & Sarah    | Cha-Cha-Cha      | Quickstepp | Tango  | Wiener Walzer | Paso Doble | Salsa       | Discofox-Marathon | Rumba       | Jive          | Samba  | Langsamer Walzer |             |               |             |
| Liliana & Massimo | Langsamer Walzer | Rumba      | Tango  | Salsa         | Paso Doble | Cha-Cha-Cha | Discofox-Marathon | Jive        | Wiener Walzer |        |                  |             |               |             |
| Jörn & Helena     | Cha-Cha-Cha      | Quickstepp | Jive   | Salsa         | Paso Doble | Rumba       | Discofox-Marathon |             |               |        |                  |             |               |             |
| Bernd & Nina      | Langsamer Walzer | Rumba      |        | Wiener Walzer | Samba      |             |                   |             |               |        |                  |             |               |             |
| Kristina & Erich  | Cha-Cha-Cha      | Quickstepp | Tango  | Salsa         |            |             |                   |             |               |        |                  |             |               |             |
| Andrea & Stefano  | Langsamer Walzer | Rumba      | Jive   |               |            |             |                   |             |               |        |                  |             |               |             |
| Tim & Isabel      | Langsamer Walzer | Rumba      |        |               |            |             |                   |             |               |        |                  |             |               |             |
| Regina & Sergiy   | Langsamer Walzer |            |        |               |            |             |                   |             |               |        |                  | Cha-Cha-Cha | Cha-Cha-Cha   | Cha-Cha-Cha |

Höchste Bewertung00Niedrigste Bewertung00Paar ist nicht angetreten00Paar ist ausgeschieden00Nichtbewerteter Finaltanz

## Höchste und niedrigste Bewertung

### Nach Tanz
| Tanz             | Bester Promi                | Punktzahl | Schlechtester Promi               | Punktzahl |
| ---------------- | --------------------------- | --------- | --------------------------------- | --------- |
| Cha-Cha-Cha      | Liliana Matthäus            | 30        | Thomas Karaoglan                  | 13        |
| Discofox         | Thomas Karaoglan            | 10 von 10 | Jörn Schlönvoigt                  | 2 von 10  |
| Freestyle        | Maite Kelly                 | 39        | Moritz A. Sachs                   | 38        |
| Jive             | Maite Kelly                 | 30        | Thomas Karaoglan                  | 19        |
| Langsamer Walzer | Maite Kelly                 | 34        | Regina Halmich                    | 17        |
| Paso Doble       | Maite Kelly                 | 39        | Thomas Karaoglan Jörn Schlönvoigt | 18        |
| Quickstepp       | Maite Kelly                 | 35        | Thomas Karaoglan                  | 11        |
| Rumba            | Maite Kelly                 | 35        | Tim Lobinger                      | 15        |
| Salsa            | Maite Kelly Moritz A. Sachs | 36        | Kristina Bach                     | 11        |
| Samba            | Moritz A. Sachs             | 36        | Bernd Herzsprung                  | 25        |
| Tango            | Moritz A. Sachs             | 35        | Kristina Bach                     | 17        |
| Wiener Walzer    | Bernd Herzsprung            | 28        | Thomas Karaoglan                  | 20        |

Punktezahlen nach vier, drei, zwei oder einer 10-Punkte-Skala der Jury

### Nach Paar
| Tanzpaar          | Höchstbewerteter Tanz   | Punktzahl | Niedrigstbewerteter Tanz  | Punktzahl |
| ----------------- | ----------------------- | --------- | ------------------------- | --------- |
| Andrea & Stefano  | Rumba                   | 22        | Langsamer Walzer          | 19        |
| Bernd & Nina      | Wiener Walzer           | 28        | Langsamer Walzer          | 19        |
| Jörn & Helena     | Salsa                   | 23        | Rumba                     | 15        |
| Kristina & Erich  | Tango                   | 17        | Salsa                     | 11        |
| Liliana Massimo   | Cha-Cha-Cha             | 30        | Langsamer Walzer          | 20        |
| Moritz & Melissa  | Wiener Walzer Freestyle | 38        | Langsamer Walzer          | 22        |
| Regina & Sergiy   | Langsamer Walzer        | 17        | Langsamer Walzer          | 17        |
| Tim & Isabel      | Langsamer Walzer        | 18        | Rumba                     | 15        |
| Thomas & Sarah    | Langsamer Walzer        | 26        | Quickstepp                | 11        |
| Maite & Christian | Paso Doble Freestyle    | 39        | Cha-Cha-Cha Wiener Walzer | 25        |

Punktezahlen nach vier 10-Punkte-Skalen der Jury